# پرچم آلمان
پرچم آلمان یک پرچم سه رنگ افقی متشکل از سه رنگ سیاه، قرمز و طلایی است. این پرچم اولین بار در انقلاب ۱۸۴۸ معرفی شد و در هنگام تفکیک دو آلمان هم به این شکل بود؛ ولی در آلمان شرقی نمادهای کمونیسم به آن اضافه شد. این پرچم همیشه به این رنگ نبوده است؛ مثلاً در سال ۱۸۶۶ در جنگ پادشاهی پروس و اتریش به سفید-سیاه و قرمز تغییر می‌کند؛ و تا سال ۱۹۱۸ به همین شکل بود، ولی در سال ۱۹۳۳ به قدرت گرفتن حزب نازی و تبدیل شدن آلمان به آلمان نازی دوباره سه رنگ زرد سیاه و قرمز بازگشت.

## طراحی
سه رنگ این پرچم در قانون اساسی آلمان و در ماده ۲۲ مطرح شده است؛
مشخصات زیر توسط (غرب) دولت آلمان در سال ۱۹۵۰ تعیین شدند، پرچم سه ردیف با پهنای یکسانی را نشان می‌دهد و نسبت عرض به طول آن ۳:۵ است که البته در زمانی که پرچم جمهوری وایمار بوده است نسبت آن ۲:۳ بوده است.
| رنگ                 | سیاه      | سیاه           | قرمز        | قرمز             | طلایی | طلایی               |
| ------------------- | --------- | -------------- | ----------- | ---------------- | ----- | ------------------- |
| RAL                 |           | ۹۰۰۵ Jet black |             | ۳۰۲۰ Traffic red |       | ۱۰۲۱ Cadmium yellow |
| HKS                 | ۰، ۰، ۰   | 5.0PB ۳٫۰/۱۲   | 6.0R ۴٫۵/۱۴ |                  |       |                     |
| CMYK                | ۰٫۰٫۰٫۱۰۰ | ۰٫۱۰۰٫۱۰۰٫۰    | ۰٫۱۲٫۱۰۰٫۵  |                  |       |                     |
| پانتون              | سیاه      | ۴۸۵            | ۷۴۰۵        |                  |       |                     |
| کد شانزدهی اچ‌تی‌ام‌ال | #000000   | #FF0000        | #FFCC00     |                  |       |                     |
| کد ده‌دهی اچ‌تی‌ام‌ال   | ۰٬۰٬۰     | ۲۵۵٬۰٬۰        | ۲۵۵٬۲۰۴٬۰   |                  |       |                     |

### طلائی یا زرد؟
پرچم‌شناسی به ندرت بین طلائی و زرد تمایز قائل می‌شود. در نشان خانوادگی، هر دوی آن‌ها با هم هستند. برای پرچم آلمان، چنین ارجحیتی وجود دارد: رنگ استفاده شده در پرچم طلائی است، نه زرد.
زمانی که پرچم سه رنگ قرمز-سیاه-طلائی توسط جمهوری به عنوان پرچم خود به تصویب رسید، توسط محافظه کاران conservatives، سلطنت طلبان monarchists و سمت راستی‌ها far right که به پرچم با نام‌های مستعار معاند نظیر سیاه- قرمز- زرد، سیاه-قرمز-خردل یا حتی سیاه-قرمز-"رنگ مدفوع" ؟! اشاره می‌کردند، مورد حمله واقع شد.
هنگامی که نازی‌ها در سال ۱۹۳۳ به قدرت رسیدند، رنگ‌های سیاه-سفید-و قرمز امپراطوری آلمان قبل از ۱۹۱۸، سریعاً دوباره روی کار آمدند؛ و ماشین تبلیغاتی آنان به بی‌اعتبار ساختن سیاه-قرمز-طلائی با استفاده از الفاظ توهین‌آمیز قبل که سلطنت طلبان به کار می‌بردند ادامه داد.
در ۱۶ نوامبر سال ۱۹۵۹، دیوان عدالت فدرال آلمان اظهار کرد که استفاده از «سیاه-قرمز-زرد» و شبیه آن «سراسر، سال‌های آشفتگی نازی‌ها را به همراه داشت، به مفهوم تهمت‌های مخربی علیه نمادهای دموکراتیک دولت دست یافت» و در آن هنگام جرم محسوب نمی‌شد. همانگونه که در سال ۱۹۶۸ توسط Arnold Rabbow خلاصه شد «رنگ‌های آلمان سیاه-قرمز-زرد هستند اما آن‌ها سیاه-قرمز- طلائی خوانده می‌شوند».
استفاده از رنگ خالص و خنثی زرد بدون کمترین اثری از نارنجی اشتباه تلقی می‌شود، با وجود آن در پرچم‌های غیررسمی نظیر آن‌هایی که توسط طرفداران در رویدادهای ورزشی نشان داده می‌شوندبه حد کافی عمومیت دارد.

## تاریخ

### دورهٔقرون وسطی

قرن چهاردهم

قرن پانزدهم–قرن نوزدهم

امپراتوری مقدس روم، (قرن دهم-۱۸۰۶)، شناخته شده به عنوان امپراتوری مقدس رمِ مردم آلمان پس از (۱۵۱۲) پرچم ملی نداشت، اما سیاه و طلائی به عنوان رنگ‌های امپراتوری رم مقدس استفاده و در پرچم‌های امپریالیستی پررنگ شدند: عقابی سیاه بر روی پس زمینه‌ای طلائی. پس از اواخر قرن ۱۳ و اوایل قرن ۱۴، پنجه و منقار عقاب به رنگ قرمز درآمد. از اوایل قرن ۱۵، یک عقاب دو سر مورد استفاده قرار گرفت.
در سال ۱۸۰۴، ناپلئون بناپارت امپراتوری اول فرانسه را اعلام کرد. در پاسخ به این امر، امپراتور مقدس روم فرانتس دوم دودمان هابسبورگ محدودهٔ خود برای امپراتوری اتریش بودن را اعلام کرد و فرانتس اول اتریش شد. با توجه به رنگ‌های پرچم امپراتوری روم مقدس، پرچم امپراتوری اتریش سیاه و طلائی بود. فرانسوای دوم آخرین امپراتور روم مقدس بود، که با ناپلون مجبور به انحلال امپراتوری در سال ۱۸۰۶ شد. پس از این مرحله، این رنگ‌ها در پرچم اتریش تا سال ۱۹۱۸ مورد استفاده قرار گرفت.

پرچم جنگی امپراتوری روم مقدس (قرن سیزدهم–قرن چهاردهم)

رنگ‌های قرمز و سفید نیز در این دوره قابل توجه بود. زمانی که امپراتوری روم مقدس در جنگ‌های صلیبی شرکت کرد، یک پرچم جنگ در کنار پرچم سیاه-طلائی امپریالیستی به چرخش درآمد. این پرچم، به عنوان پرچم مقدس جورج شناخته شد، صلیبd سفید بود بر روی پس زمینهٔ قرمز: وارونهٔ صلیب مقدس جورج، و مشابه پرچم دانمارک به عنوان پرچم انگلستان مورد استفاده واقع شد. همچنین، قرمز و سفید رنگ‌های اتحادیهٔ بازرگانان بود (قرن ۱۳ تا ۱۷). کشتی‌های تجاری بازرگانان توسط پرچم‌های قرمز سفید خود قابل شناسایی بودند، و اغلب شهرهای بازرگانان، قرمز و سفید را به عنوان رنگ‌های شهر خود اتخاذ نمودند. هنوز قرمز و سفید به عنوان رنگ بسیاری از شهرهای سابق بازرگانان مانند هامبورگ یا برمن نشان داده می‌شد.
در ایتالیای شمالی، در طول نبرد Guelph و Ghibelline از قرن ۱۲ تا ۱۴، ارتش گوبلین طرفدار امپراتوری، پرچم جنگ امپراتوری روم مقدس را برای خود به تصویب رسانید (صلیب سفید بر روی قرمز)، در حالی که گوئلف ضد امپریالیستی، رنگ‌ها را معکوس کرد (قرمز بر روی سفید). این دو طرح در اصالت خانوادگی شهرهای ایتالیای شمالی برتر هستند و شاخصی آشکار از گرایش‌های جناحی گذشتهٔ خود باقی ماندند. به‌طور سنتی، شهرهای گیبلین مانند پاویا، نوارا، کومو، و آسته همچنان به بازی با صلیب گبلین ادامه دادند. صلیب خلیج در ارتش مدنی شهرهای سنتی خلیج مانند جنوا، میلان، ورسلی، آلساندریا، رجیو، و بولونیا یافت می‌شد.

### جنگ‌های ناپلئون

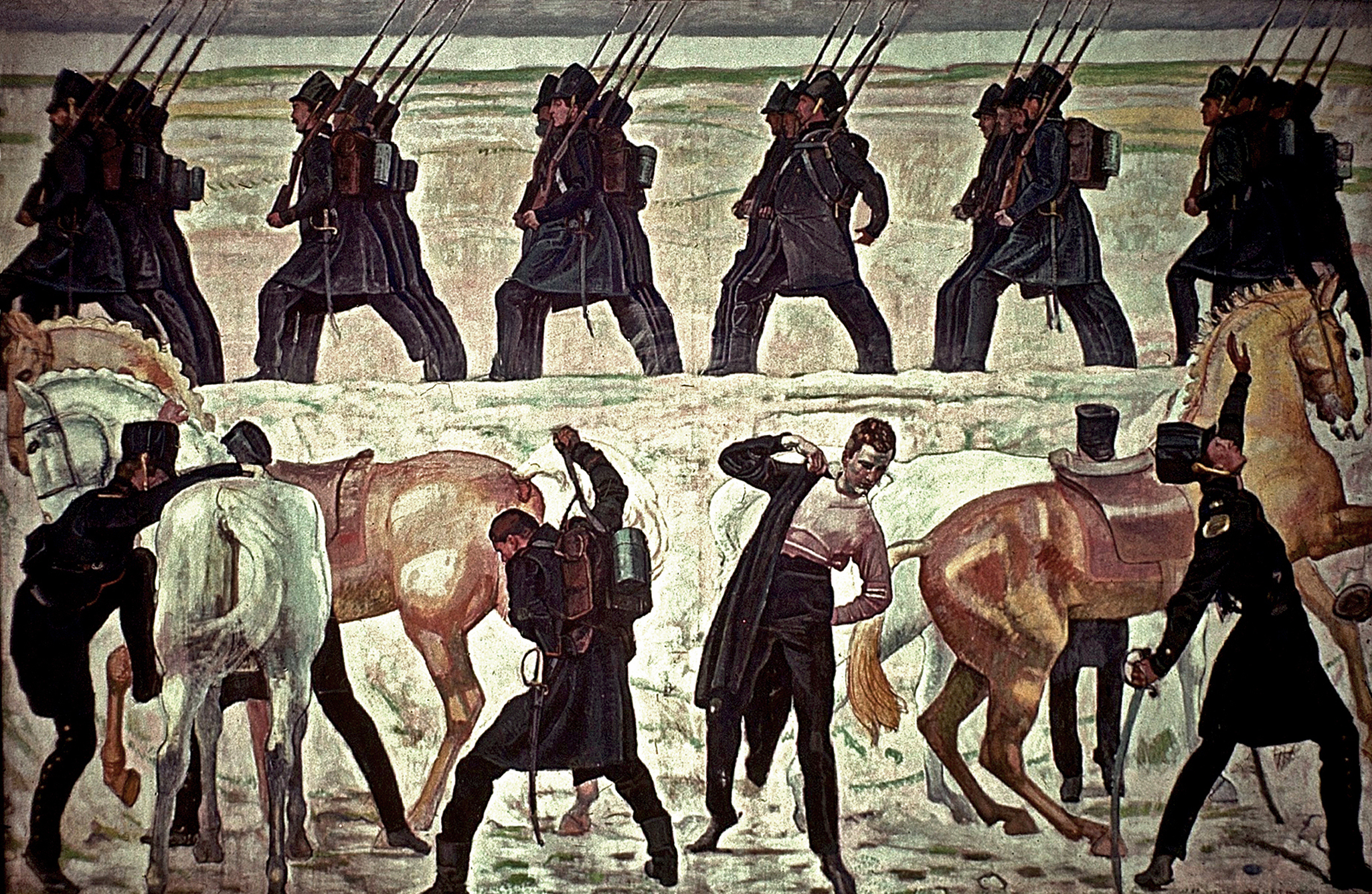
دانش آموزان ینا در لشکر آزاد لوتزو، نقاشی توسط فردیناند هودلر (۱۹۰۹).

با پایان امپراتوری روم مقدس در سال ۱۸۰۶، بسیاری از دوک و شاهزادگان آن به کنفدراسیون راین که کنفدراسیونی از ایالات دولت ناپلئون بود، پیوستند. این کشورها ترجیح دادند که از پرچم خود استفاده کنند. کنفدراسیون پرچمی برای خود نداشت؛ در عوض به جای آن از پرچم آبی-سفید-قرمز فرانسه (پرچم فرانسه) و نشان با شکوه محافظ آن، ناپلئون استفاده نمود.
در طول جنگ‌های ناپلئونی، مبارزهٔ آلمان علیه نیروهای اشغالگر فرانسوی به‌طور قابل توجهی بوسیلهٔ رنگ‌های سیاه، قرمز و طلائی نمادینه شده و پس از استفاده در لشکر آزاد لوتزو، تیمی داوطلب از ارتش پروس، محبوب گشت. این تیم یونیفرم‌هایی به رنگ سیاه با پوشش قرمز و دکمه‌های طلائی داشتند. انتخاب رنگ ریشه‌های واقع گرا داشت. با این وجود سیاه-قرمز-طلائی رنگ‌های سابق بودند که توسط امپراتوری روم مقدس مورد استفاده قرار گرفت. اعضای لشکر نیاز داشتند که لباس‌های خود را مجهز کنند: به منظور ارائهٔ یک یونیفرم آسان‌تر بود که تمامی لباس‌ها به رنگ سیاه باشد. دکمه‌های رنگ طلائی به‌طور گسترده‌ای در دسترس بود، و پرچم دم چلچله‌ای در رنگ‌های قرمز و سیاه توسط نیزه اندازها در واحدها استفاده شدند. در آن زمان، رنگ‌ها نشان دهنده ی:
از سیاهی (سیاه) بردگی و رعیتی از طریق جنگ‌های خونین (قرمز) به طلائی (طلا) نور آزادی.
به عنوان اعضای این واحد که از سراسر آلمان آمدند و عمدتاً دانش آموزان و دانشگاهیان بودند، لشکر آزاد لوتزو و رنگ آن‌ها توجه قابل مطرحی را در میان مردم آلمان بدست آورد.

### کنفدراسیون آلمان
کنگره وین ۱۸۱۵ تا ۱۶ منجر به ایجاد کنفدراسیون آلمان، اتحادیه بی‌پایه‌ای از تمامی دولت‌های آلمانی باقی‌مانده از جنگ‌های ناپلئون، گشت. کنفدراسیون به عنوان جایگزینی برای امپراتوری در حال منقرض روم مقدس با فرانسوای اول اتریش_ آخرین امپراتور روم مقدس_ به عنوان رئیس‌جمهور آن تشکیل شد. کنفدراسیون پرچمی برای خود نداشت، هر چند که سه رنگ سیاه-قرمز-طلائی در برخی مواقع به اشتباه به آن نسبت داده می‌شود.

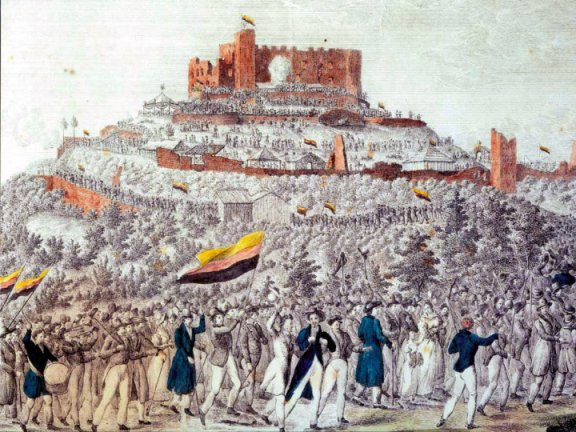
جشنواره هامباخ (مه ۱۸۳۲)

به محض برگشت از جنگ، سربازان کارآزموده لشکر آزاد لوتزو، برادری دانشجویی را در ینا در ژوئن ۱۸۱۵ تأسیس نمودند. برادری دانشجویی نهایتاً پرچمی را با سه ردیف مساوی افقی اتخاذ کردند که متشکل از قرمز، سیاه، و قرمز با طلائی پاک و یک شاخه بلوط طلائی در امتداد ردیف سیاه، متعاقب رنگ‌های لشکر آزاد بود. از آنجایی که دانش آموزان خدمت‌گذار لشکر آزاد لوتزو از ایالت‌های مختلف آلمان می‌آمدند، ایدهٔ دولت آلمان واحد به همراه برادری دانش آموزی شروع به شتاب گرفت و اخوت مشابه، پس از آن در سراسر کنفدراسیون شکل گرفت. در ۱۸ اکتبر سال ۱۸۱۷، چهارمین سالگرد نبرد لایپزیک، صدها تن از اعضای برادری و دانشگاهیان سراسر ایالات کنفدراسیون در وارتبورگ در Saxe-Weimar-Eisenach همدیگر را ملاقات کردند و ندای ملت آلمان واحد و آزاد را سر دادند.
پرچم طلائی-قرمز-سیاه برادری ینا در این جشنوارهٔ وارتبوگ به‌طور برجسته‌ای نشان داده شد، و به‌طوری‌که در نهایت، رنگ‌های سیاه، قرمز و طلائی سمبلی از خواست آنان برای دولت آلمان واحد شد. اتریش، در عزم خود برای حفظ وضع موجود، احکام کارلزبد ۱۸۱۹ که تمامی تشکل‌های دانشجوئی را ممنوع می‌کرد را وضع کرد، و رسماً به اخوت پایان داد.
در ماه مه سال ۱۸۳۲، حدود ۳۰۰٫۰۰۰ تن در جشنوارهٔ Hambach برای آزادی، اتحاد، و حقوق مدنی تظاهرات کردند. رنگ‌های سیاه، قرمز و طلائی نمادی پابرجا برای لیبرال، دموکرات و جنبش جمهوری‌خواه در ایالات آلمان از سال جشنوارهٔ وارتبوگ شده است و پرچم‌ها در این رنگ‌ها در فستیوال وارتبورگ یک دفعه به چرخش درآمدند. در حالی که تصاویر معاصر استفادهٔ برجسته از سه رنگ طلائی-قرمز- و سیاه (نسخهٔ وارونهٔ پرچم امروزی آلمان) را نشان دادند، پرچم‌های بازمانده از این رویداد، سیاه-قرمز-طلائی بودند. به عنوان مثال می‌توان به Ur-Fahne پرچم آویزان از قلعهٔ Hambach Castle در طول جشنواره اشاره نمود: سه رنگ سیاه-قرمز-طلائی که ردیف قرمز شامل Deutschlands Wiedergeburt (تولد دوبارهٔ آلمان) می‌شد. در حال حاضر، این پرچم در معرض نمایش دائمی در قلعه می‌باشد.

### انقلاب و پارلمان فرانکفورت

پرچم جنگی رایش فلوت

در فصل بهار زمان انقلاب ۱۸۴۸ انقلابیون با سه رنگ به خیابان‌ها ریختند. لیبرال‌ها به قدرت رسیدند و پس از یک مشورت طولانی یک مجلس ملی تدوین گشت. پارلمان فرانکفورت سیاه-قرمز-طلائی را به عنوان رنگ رسمی آلمان اعلام کرد و قانونی را که بیان‌کنندهٔ نشان یا پرچم مدنی آن سه رنگ سیاه-قرمز-زرد بود را تصویب نمود.
در سال ۱۸۵۹، پارلمان فرانکفورت سقوط کرد، و کنفدراسیون آلمان که اقدامات پارلمان شکست خوردهٔ فرانکفورت را سرکوب می‌کرد تحت ریاست جمهوری اتریش مسترد گردید. پس از آن، مبرم‌ترین مسئله این بود که آیا آیندهٔ ملت آلمان اتریش را شامل خواهد بود یا نه، همانگونه که وضعیت اتریش به عنوان یک امپراطوری چند ملیتی، رؤیای یک متحد آلمان بزرگ را بغرنج می‌ساخت. متناوباً، آلمان صغیر (kleindeutsch) وجود داشت، راه حل برای یک آلمانی که تنها زمین‌های آلمان را دارا و محروم از اتریش بود. دوگانگی پروسی-اتریشی در داخل کنفدراسیون در نهایت به جنگ اتریش و پروس در سال ۱۸۶۶ منجر شد. در طول جنگ، ایالات متحدهٔ جنوبی با اتریش سه رنگ سیاه-قرمز-طلائی را به عنوان پرچم خود اتخاذ نمود، و نیز سپاه ارتش آلمان بازوبندهای سیاه-قرمز طلائی پوشید. پادشاهی پروس و متحدان شمال آلمان آن عمدتاً، اتریش را شکست داده و راه را برای تحقق آلمان صغیر راه حل چند سال بعد هموار ساخت.

### کنفدراسیون آلمان شمالی و امپراتوری آلمان (۱۸۶۶–۱۹۱۸)
به دنبال انحلال کنفدراسیون آلمان، پروس جانشین غیررسمی خود، کنفدراسیون آلمان شمالی را، با امضای پیمان کنفدراسیون در اوت ۱۸۶۶ و پس از آن قانون اساسی ۱۸۶۷ را تشکیل داد. این ائتلاف شامل پروس، بزرگ‌ترین کشور عضو و ۲۱ ایالت آلمانی شمال بود.

پرچم امپراتوری آلمان «۱۹۱۹–۱۸۷۱»

اولین بار این پرسش که کدام پرچم باید توسط کنفدراسیون جدید به تصویب برسد، توسط حمل و نقل مطرح شد و آنان خواست خود را برای داشتن یک هویت بین‌المللی قابل شناخت بیان نمودند. تقریباً تمامی حمل و نقل بین‌المللی که به کنفدراسیون تعلق داشت، هم از پروس و هم از سه بازرگان سابق شهرهای ایالات برمن، هامبورگ و لوبک نشات می‌گرفت. بر این اساس، آدولف سوئتبر، دبیر اتاق بازرگانی هامبورگ، در روزنامه Bremer Handelsblatt در ۲۲ سپتامبر ۱۸۶۶ پیشنهاد کرد که در هر پرچم طرح شده باید سه رنگ پروس (سیاه و سفید) با رنگ‌های بازرگانی (قرمز و سفید) ترکیب شود. در سال بعد، قانون اساسی کنفدراسیون آلمان شمالی به تصویب رسید، که یک سه رنگی افقی سیاه-سفید-قرمز هم به عنوان پرچم مدنی و هم به عنوان پرچم جنگ اعلام گردید.
پادشاه ویلهلم اول پروس با انتخاب رنگ‌ها راضی شد: قرمز و سفید برای نشان دادن Margraviate of Brandenburg دولت انتخاب‌کننده امپریال که جد پادشاهی پروس بود. غیبت طلا از پرچم نیز روشن ساخت که این دولت آلمان شامل «سیاه و طلائی» سلطنت اتریش نمی‌شود. پس از جنگ فرانسه و پروس باقی دولت‌های آلمان جنوبی، با کنفدراسیون آلمان شمالی متحد شدند که منجر به اتحاد آلمان و ترفیع سلطنت پروس به امپراتور این دولت در سال ۱۸۷۱ شد. در قانون اساسی آن، امپراتوری آلمان، سیاه، سفید و قرمز را به عنوان رنگ‌های ملی خود حفظ کرد، سه رنگ قبلی که توسط کنفدراسیون آلمان شمالی استفاده می‌شد آن‌ها را در سال ۱۸۹۲ رسماً به عنوان پرچم خود انتخاب نمود.
سه رنگ سیاه-سفید-قرمز در پرچم آلمان تا انتهای امپراتوری آلمان در سال ۱۹۱۸، در آخرین روزهای جنگ جهانی اول باقی ماند.

### جمهوری وایمار (۱۹۱۸–۱۹۳۳)

پرچم آلمان وایمار- ۳۳–۱۹۱۹

پس از اعلام جمهوری آلمان در سال ۱۹۱۸، و متعاقب آن دورهٔ انقلاب، به اصطلاح جمهوری وایمار در اوت ۱۹۱۹ تأسیس شد. به منظور شکل‌دادن به پیوستگی بین جنبش غیر استبدادی قرن ۱۹ و جمهوری دموکراتیک جدید، سه رنگ سیاه-قرمز-طلائی قدیم به عنوان پرچم ملی آلمان در قانون اساسی وایمار در سال ۱۹۱۹ تعیین گردید. تنها شاهزادگان کوچک آلمانی Reuss-Greiz, Reuss-Gera, and Waldeck-Pyrmont و جانشین جمهوری‌خواه آن سنت را حمایت کرده و همیشه به استفاده از رنگ‌های آلمانی سیاه، قرمز یا (طلائی) در پرچم خود ادامه داده‌اند. به عنوان یک پرچم مدنی، سه رنگ سیاه-سفید-قرمز با وجود سه رنگ جدید در بالای گوشهٔ سمت چپ حفظ گردید.
این تغییر توسط بسیاری از مردم در آلمان که این پرچم جدید را به عنوان سمبلی از تحقیر پس از جنگ جهانی اول می‌دیدند مورد استقبال واقع نشد. در Reichswehr (دفاع سلطنتی) رنگ‌های قدیمی همچنان استفاده می‌شد. بسیاری از محافظه کاران خواستشان برگشت رنگ‌های قدیمی بود، در حالی که سلطنت طلبان و سمت راستی‌ها به مراتب بیشتر با عدم توافق خود هم صدا بودند و به پرچم خود با نام‌های موهن اشاره می‌کردند (ببینید طلائی یا زرد؟ بالا را). به عنوان یک مصالحه، پرچم قدیمی سیاه-سفید-قرمز بار دیگر در سال ۱۹۲۲ برای نشان دادن مأموریت‌های دیپلماتیک آلمان در خارج معرفی گردید.
نمادهای امپراتوری آلمان، نمادهای سلطنت طلب و اعتراض ناسیونالیستی شد و بارها توسط سازمان‌های سلطنت طلب و ناسیونالیست استفاده شد. این شامل پرچم جنگی رایش Reichskriegsflagge می‌شد که در حال حاضر برای استفادهٔ مشابه احیا شده بود. بسیاری از احزاب سیاسی ملی‌گرا در طول دورهٔ وایمار_نظیر حزب ملی خلق آلمان و حزب ملی کارگران سوسیالیست آلمان (حزب نازی)_ رنگ‌های امپریالیستی را استفاده نمودند، عملی که امروزه با حزب دموکرات ملی آلمان ادامه دارد.
در ۲۴ فوریهٔ ۱۹۲۴، سازمان Reichsbanner Schwarz-Rot-Gold (پرچم سیاه-قرمز-طلائی رایش) در ماگدبورگ توسط عضو احزاب ائتلاف وایمار و اتحادیه‌های کارگری تأسیس گردید. این سازمان به منظور حفاظت از جمهوری دموکراسی ضعیف و شکنندهٔ وایمار که تحت فشار مداوم هر دو سمت راستی‌ها و چپی‌ها بود تشکیل شد. از طریق این سازمان، پرچم سیاه-قرمز-طلائی نه تنها نمادی از دموکراسی آلمان نشد، بلکه همچنین مقاومت در مقابل افراط گرایی سیاسی شد. این توسط اولین رئیس سازمان، Otto Hörsing، که وظیفهٔ خود را به عنوان مبارزه علیه صلیب شکسته و ستارهٔ شوروی توصیف کرد خلاصه شد.
در مواجهه با درگیری‌های فزاینده خشونت بین کمونیست‌ها و نازی‌ها، قطب در حال رشد مردم آلمان و فاکتورهای مختلف دیگر، عمدتاً غرق شدن شدید اقتصادی، تورم شدید و فساد جمهوری، منجر به این شد که جمهوری وایمار در سال ۱۹۳۳ سقوط کرده و نازی‌ها قدرت را به دست بگیرند و آدولف هیتلر به عنوان صدر اعظم آلمان منتصب گردید.

### آلمان نازی و جنگ جهانی دوم (۱۹۳۳–۱۹۴۵)

پرچم آلمان نازی «۱۹۴۵–۱۹۳۳»

پرچم آلمان نازی «۱۹۴۵–۱۹۳۵»

پس از آن که حزب نازی قدرت را در ۳۰ ژانویهٔ ۱۹۳۳ به دست گرفت، پرچم سیاه، قرمز، طلائی سریعاً کنار گذاشته شد، یک حکم در ۱۲ مارس دو پرچم ملی قانونی را مقرر نمود: سه رنگ سیاه-سفید-قرمز امپریالیستی و پرچم حزب نازی دوباره روی کار آمدند.
در ۱۵ سپتامبر ۱۹۳۵، یک سال پس از مرگ رئیس‌جمهور پاول فون هیندنبورگ و ترفیع هیتلر به موقعیت پیشوا، تنظیم پرچم دوگانه، با استفاده انحصاری از پرچم نازی‌ها به عنوان پرچم ملی آلمان به پایان رسید. یک دلیل ممکن است به خاطر حادثهٔ برمن ۲۶ ژوئیه ۱۹۳۵ بوده باشد، که در آن یک گروه تظاهر کنندگان در شهر نیویورک سوار بر اس‌اس برمن (۱۹۲۹)، پرچم نازی را از پرچم میلهٔ پاره نموده، و آن را به رود هادسون پرت کردند. زمانی که سفیر آلمان اعتراض کرد، مقامات ایالات متحده پاسخ دادند که، پرچم آلمان آسیبی ندیده و تنها نمادی حزب سیاسی بوده است. قانون پرچم جدید در تجمع حزب سالانه در نورنبرگ اعلان شد، که در آن هرمان گورینگ در حال افتخار اظهار کرد که پرچم قدیمی سیاه-سفید-قرمز، نمادی از دوران گذشته و در معرض خطر، توسط مرتجعین استفاده شد. طراحی پرچم نازی‌ها توسط هیتلر به عنوان پرچم حزب در اواسط ۱۹۲۰ نشان داده شد: یک پرچم با پس زمینهٔ قرمز، یک دیسک سفید چلیپا ی سیاه در وسط آن. هیتلر در کتاب نبرد من، فرایندی که با آن طراحی پرچم نازی انجام شد را توضیح داد: استفاده از رنگ‌های یکسان همانند امپراتوری آلمان ضروری می‌باشد، زیرا در نظر هیتلر آن‌ها، «رنگ‌های محترم پر از مفهوم بیعت ما به گذشتهٔ با شکوه است و زمانی افتخار بسیاری را برای ملت آلمان به ارمغان آورد.» مهم‌ترین نیاز آن بود که «پرچم به عنوان پوستر بزرگ تأثیرگذار درمی‌آمد» چرا که «در صدها هزار مورد، تنها یک نماد واقعاً قابل توجه ممکن است علت اول علاقه به بیداری در یک جنبش باشد.» تبلیغات نازی‌ها نماد پرچم را روشن ساخت: رنگ قرمز، برای اجتماع واقع بود، سفید برای تفکر ملی جنبش و چلیپا (گردونهٔ مهر) برای پیروزی مردم آریایی بر یهودیان. چندین طرح توسط تعدادی از مولفان مطرح گردیدند، اما در نهایت طرح شخصی هیتلر انتخاب شد. آلبرت اسپیر در خاطرات خود بیان کرد که «تنها در دو طرح او (آدولف هیتلر) مراقبتی را که مشابه مراقبت برای خانه اوبر سالزبرگ خود انجام داد اجرا نمود: پرچم رایش جنگ و رئیس دولت استاندارد خود.»
پرچم چلیپا با محوریت دیسک به عنوان پرچم مدنی (کشوری یا غیرنظامی) در کشتی‌های غیرنظامی آلمان استفاده شد و به عنوان پرچم میله در Kriegsmarine (نامنیروی دریایی آلمان، ۱۹۳۳–۴۵) ناوگان جنگی مورد استفاده واقع شد. پرچم برای استفاده در دریا دارای ابتدا و انتها بود، به‌طوری‌که تصویر چپ نما و راست نما هر کدام در یک طرف ارائه شدند در حالی که پرچم ملی در هر دو طرف راست نما بود.
از سال ۱۹۳۳ حداقل تا ۱۹۳۸، نازی‌ها در برخی مواقع پرچم چلیپا را به وسیلهٔ لمس کردن آن‌ها با Blutfahne پرچم خون تقدیس می‌کردند، پرچم صلیب شکسته بوسیلهٔ شبه نظامیان نازی در طول شکست کودتای مونیخ سال ۱۹۲۳ استفاده شد. این مراسم در هر کنوانسیون ملی حزب انجام می‌شد. مشخص نیست که آیا این سنت پس از آخرین کنوانسیون ملی حزب در سال ۱۹۳۸ ادامه یافته است یا خیر.
در پایان جنگ جهانی دوم، اولین قانون مصوب توسط شورای کنترل متفقین تمامی نمادهای نازی‌ها را منسوخ و همهٔ قوانین مربوطه را لغو نمود. در اختیار داشتن پرچم چلیپا در بسیاری از کشورهای غربی از آن زمان به بعد ممنوع بوده، واردات یا نمایش آن‌ها به ویژه در آلمان ممنوع می‌باشد.

### پس از جنگ جهانی دوم (۱۹۴۵–۱۹۴۹)

پرچم آلمان تحت اشغال متفقین(۱۹۴۶–۱۹۴۹)

پس از شکست آلمان در جنگ جهانی دوم، این کشور تحت مدیریت نیروهای متفقین درآمد. اگرچه هیچ دولت آلمان ملی و پرچم آلمانی وجود نداشت، کشتی‌های آلمانی توسط قوانین بین‌المللی مستلزم داشتن برخی انواع پرچم ملی بودند. به عنوان یک پرچم موقتی ملی و غیرنظامی آلمانی، پرچم سه گوش بین‌المللی چارلی که نشان دهندهٔ حرف C خاتمه یافته در دم پرستو بود به عنوان C-Pennant شناخته شد. شورا حکم داد که «هیچ مراسمی نباید این پرچم را بپذیرد و نباید در ادای احترام نظامی به کشتی‌های جنگی یا تجاری از هر ملیتی، پایین آورده شود». به‌طور مشابه، پرچم غیرنظامی ژاپن استفاده شده بلافاصله به دنبال جنگ جهانی دوم، پرچم نشان دار برای حرف E بود که ختم به دم پرستو می‌شد، و پرچم غیرنظامی Ryūkyūan حرف D با دم پرستو به صورت پرچم سه گوش بود.
غرب خط اودر-نایز، ایالات آلمان در امتداد خطوط مناطق اشغالی بار دیگر سازماندهی شدند، و دولت‌های ایالتی تأسیس شدند. در منطقهٔ آمریکا، نیمه‌های شمالی ایالات سابق ورتمبرگ و بادن در سال ۱۹۴۶ به صورت وورتمبرگ-بادن با هم ادغام شدند. به عنوان پرچم خود، وورتمبرگ بادن، سه رنگ سیاه-قرمز-طلائی را اتخاذ نمود. انتخاب این رنگ‌ها بر اساس استفادهٔ تاریخی نبود، بلکه ضمیمه‌ای بی‌آلایش از رنگ طلائی به رنگ‌های قرمز و سیاه وورتمبرگ بود. تصادفاً، رنگ‌های بادن قرمز و زرد بودند، بنابراین، انتخاب رنگ برای ترکیبی از دو پرچم می‌تواند اشتباه تلقی گردد. در سال ۱۹۵۲، وورتمبرگ-بادن بخشی از ایالات آلمان مدرن بادن-وورتمبرگ که پرچم سیاه و طلائی داشت شد.
دو ایالت دیگر که بعد از جنگ به وجود آمدند، راینلاند-فالتس (منطقهٔ فرانسه) و نیدرزاکسن (منطقهٔ انگلیس)، تصمیم به استفاده از سه رنگ سیاه-قرمز-طلائی به عنوان پرچم خود گرفتند، با پوشش سلاح شکل دیگری پیدا کرد. این دو ایالات، از بخر
هایی از کشورهای دیگر شکل گرفتند، و هیچ ترکیب رنگی از این ایالات سابق به عنوان پرچم ایالت جدید پذیرفته نشد. این منجر به استفادهٔ از سیاه-قرمز-طلائی برای دو دلیل شد: رنگ‌ها ارتباطی به هیچ‌یک از ایالات سابق نداشت، و استفادهٔ پرچم قدیمی از دولت وایمار به عنوان سمبلی از دموکراسی جدید تعیین شد.

### تقسیم آلمان (۱۹۴۹–۱۹۸۹)

دو طرح «مقاومت» متفاوت ۱۹۴۴ جوزف وایرمر، توسط برادرش ارنست ایجاد شد.

پرچم آلمان

این پرچم توسط احزاب محافظه کار به عنوان پرچمی برای آلمان غربی ارائه شد. (۱۹۴۸)

پرچم جمهوری دموکراتیک آلمان (۱۹۵۹–۹۰)

پرچم تیم متحد آلمان که از بازی‌های المپیک ۱۹۶۰ تا ۱۹۶۸ استفاده می‌شد

با وخامت مناسبات بین اتحاد جماهیر شوروی و ایالات متحده آمریکا، سه متفقین غربی در مارس سال ۱۹۴۸ ملاقاتی را ترتیب دادند تا نواحی اشغالی خود را ادغام کرده و اجازهٔ شکل‌گیری چیزی که جمهوری فدرال آلمان شد را بدهند، اغلب به عنوان آلمان غربی شناخته می‌شد. در همین حال، نواحی شرق شوروی، جمهوری دموکراتیک آلمان شده، و اغلب با عنوان آلمان شرقی شناخته شد. در طول آماده‌سازی قانون اساسی جدید برای آلمان غربی، بحث راجع به نمادهای ملی آن، طی جلسه‌ای در Herrenchiemsee در اوت سال ۱۹۴۸ بالا گرفت. اگر چه مخالفت‌هایی در رابطه با ایجاد یک پرچم ملی قبل از الحاق با شرق وجود داشت، با این حال تصمیم به ادامه گرفته شد. این تصمیم در درجهٔ نخست بوسیلهٔ قانون اساسی مطرح و پیشنهادی شرقی SED در نوامبر سال ۱۹۴۶ انگیخته شد، که در آن سیاه-قرمز-طلائی به عنوان رنگ‌هایی برای جمهوری آلمان آتی پیشنهاد شد.
در حالی که پیشنهادهای دیگری برای پرچم جدید آلمان غربی وجود داشت، انتخاب نهایی بین دو طرح بود، که هر دو سیاه-قرمز-طلائی استفاده می‌کردند. سوسیال دموکرات‌ها، معرفی دوباره‌ای از پرچم قدیمی وایمر را پیشنهاد کردند، در حالی که احزاب محافظه کار نظیر CDU/CSU و حزب آلمان پیشنهادی را توسط ارنست وایمر، عضوی از شورای پارلمانی، و مشاور آیندهٔ صدر اعظم کنراد آدناور دادند. وایمر پیشنهاد نوعی از پرچم مقاومت ۱۹۴۴ را داد (با استفاده از طرح سیاه-قرمز-طلائی درالگوی صلیب نوردیک) که توسط برادرش و همدستش در ۲۰ ژوئیه طراحی شد. در نهایت سه رنگ، تا حد زیادی برای نشان دادن پیوستگی میان جمهوری وایمار و این دولت جدید آلمان انتخاب شد. با تصویب قانون اساسی آلمان، در ۲۳ می ۱۹۴۹ سه رنگ سیاه-قرمز-طلائی به عنوان پرچم جمهوری فدرال آلمان انتخاب شدند.

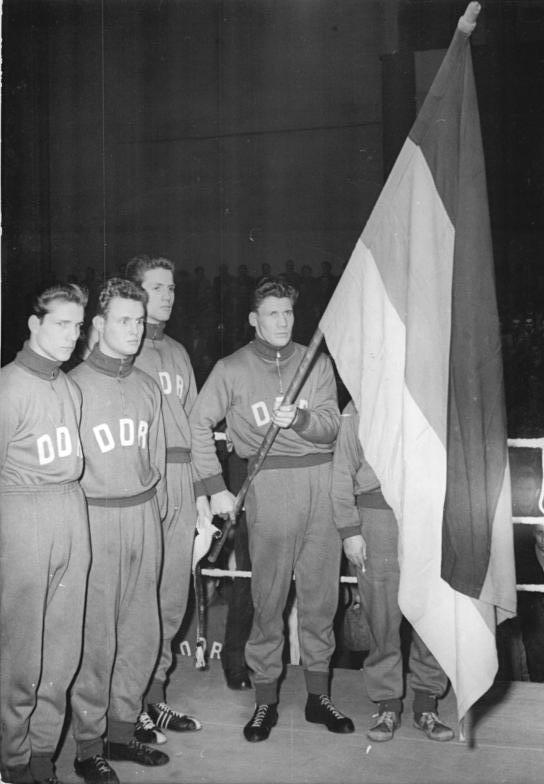
پرچم آلمان شرقی در یک رویداد بین‌المللی بوکس در سال ۱۹۵۵

در سال ۱۹۵۵، ساکنان ادارهٔ فرانسهٔ تحت‌الحمایهٔ سار، برای پیوستن به آلمان غربی رأی دادند. از زمان تأسیس آن به عنوان قیمومت جداگانهٔ فرانسه، در سال ۱۹۴۷، سار یک صلیب نوردیک سفید روی پس زمینهٔ آبی و قرمز را به عنوان پرچم خود داشت. برای نشان دادن تعهد سار برای بخشی از آلمان غربی بودن، پرچم جدیدی در ۹ ژوئیه سال ۱۹۵۶ اتخاذ شد: سه رنگ سیاه-قرمز-طلائی با پوشش‌های جدید سلاح در همان روز ارائه شد. این پرچم در ۱ ژانویهٔ ۱۹۵۷ پس از استقرار سارلند به عنوان ایالتی از آلمان غربی به اجرا درآمد.
در حالی که استفاده از سیاه-قرمز-طلائی در منطقه شوروی در سال ۱۹۴۶ پیشنهاد شده بود، کنگره دوم خلق در سال ۱۹۴۸ تصمیم گرفت سه رنگ قدیمی سیاه-سفید-قرمز را به عنوان پرچم ملی برای آلمان شرق اتخاذ نماید. این انتخاب بر اساس سه رنگ استفاده شده توسط کمیتهٔ ملی برای یک آلمان آزاد بود، سازمان آلمان ضد نازی که در اتحاد جماهیر شوروی در دو سال آخر جنگ فعالیت می‌کرد. در سال ۱۹۴۹، به دنبال پیشنهاد Friedrich Ebert junior، سه رنگ سیاه-قرمز-طلائی جایگزینی برای پرچم جمهوری دموکراتیک آلمان به مجرد تشکیل این دولت در ۷ اکتبر ۱۹۴۹ اتخاذ شد. از سال ۱۹۴۹ تا سال ۱۹۵۹، پرچم‌های هر دو آلمان شرق و غرب یکسان بود. در ۱ اکتبر سال ۱۹۵۹، دولت آلمان شرق پرچم خود را با نشان ملی تغییر داد

### ۱۹۸۹ به بعد

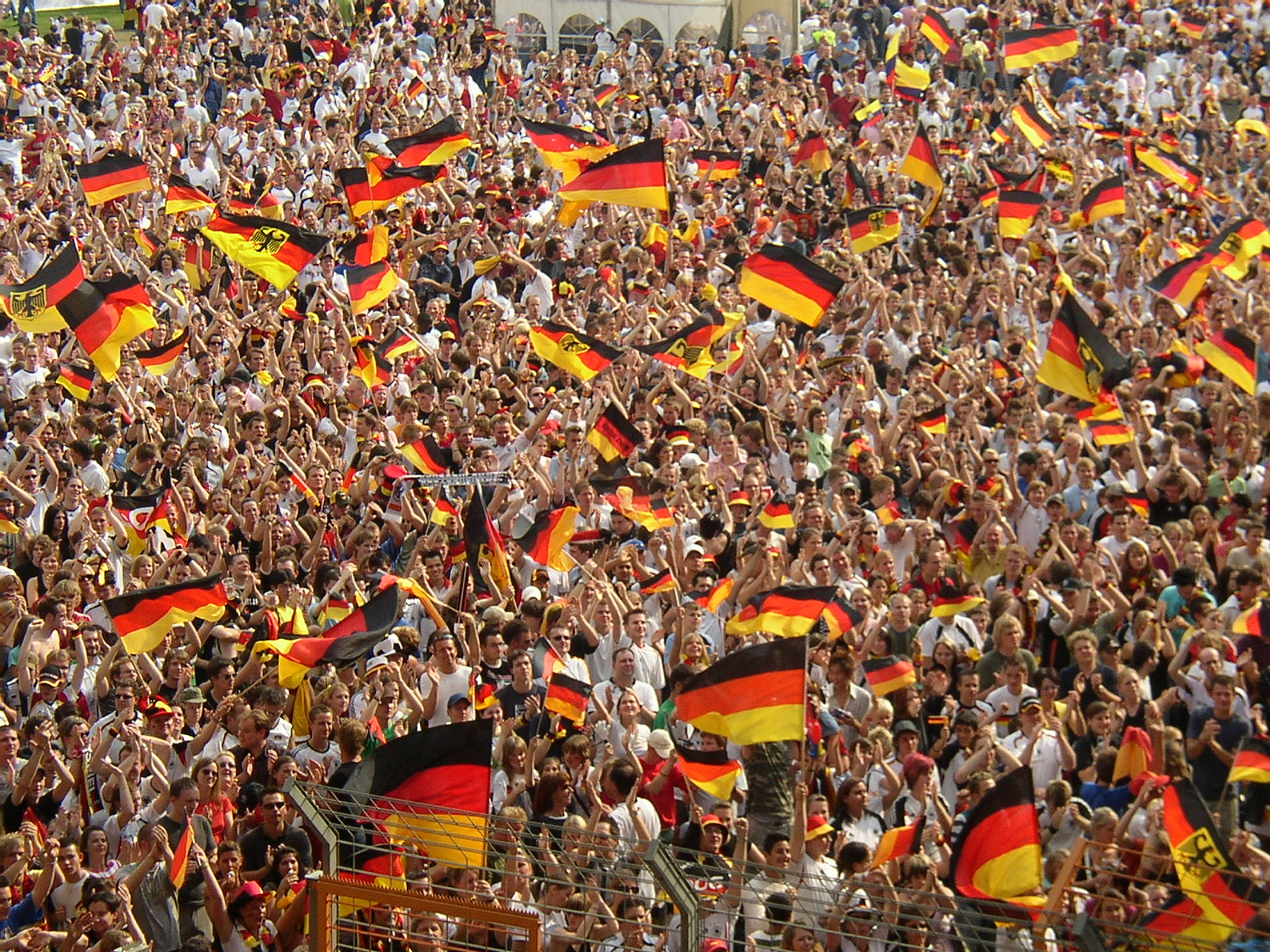
تماشاچیان ورزش دوست فوتبال آلمان در جام جهانی ۲۰۰۶، همانطوری‌که اینجا می‌توان مشاهده کرد بعضی از پرچم‌ها دارای نشان ملی می‌باشند.

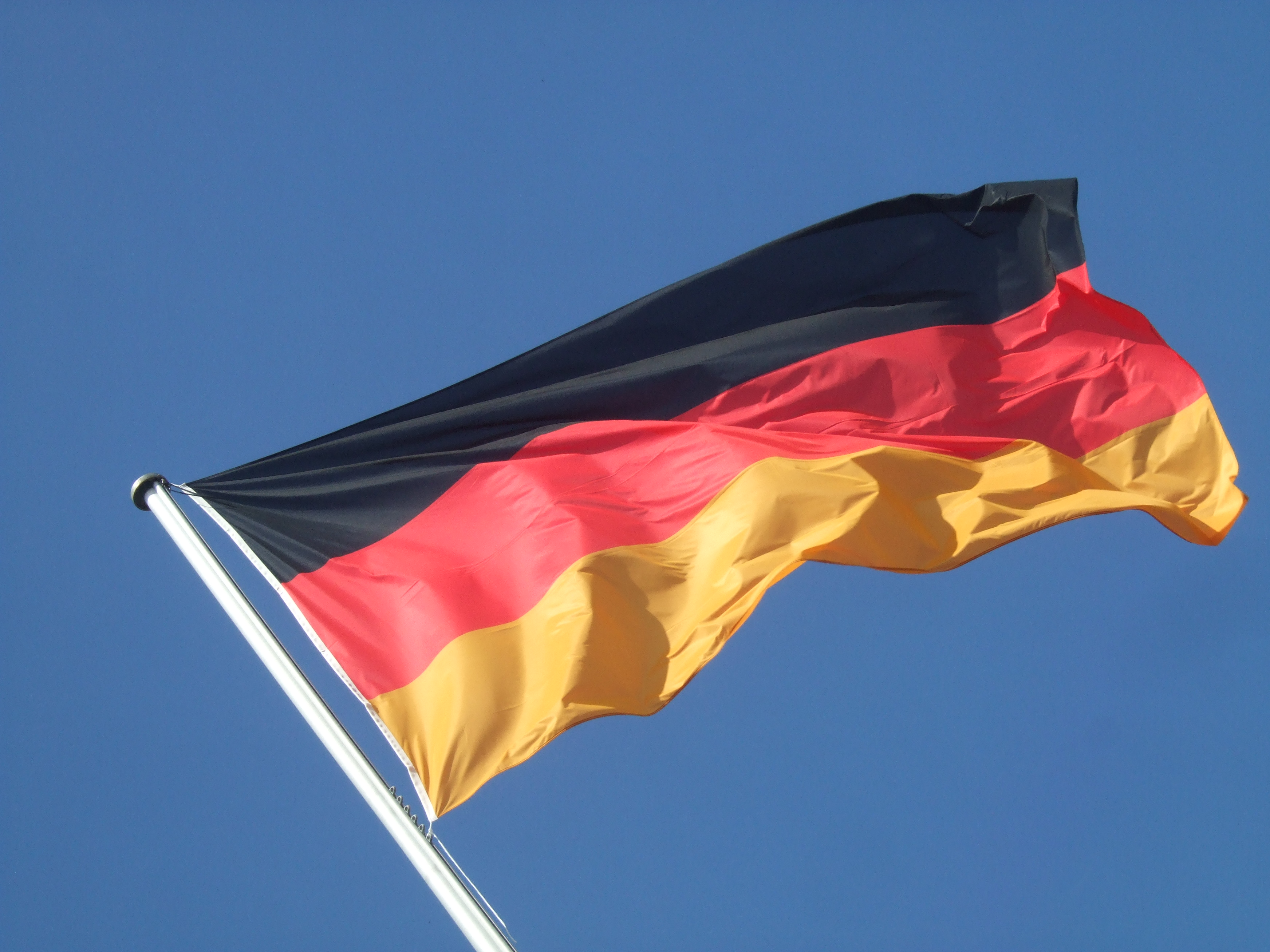
پرچم آلمان ۱۹۹۰ به بعد

بعد از سقوط دیوار برلین در نوامبر سال ۱۹۸۹، بسیاری از آلمانی‌های شرق نشان ملی خود را از روی پرچم برداشتند همان گونه که مجارها در سال ۱۹۵۶ و همین‌طور رومانی‌ها در سقوط چائوشسکو این کار را انجام دادند. عمل شایع حذف نشان ملی از پرچم آلمان شرقی، سه رنگ سیاه-قرمز-طلائی ساده را به عنوان نمادی برای آلمان متحد و دموکراتیک اشاره نمود. در نهایت، در ۳ اکتبر سال ۱۹۹۰، به محض این که منطقه جمهوری دموکراتیک آلمان در جمهوری فدرال آلمان جذب شد، سه رنگ سیاه-قرمز-طلائی پرچم یک آلمان متحد شد. در سال ۱۹۹۸، بنیاد ارزیابی دیکتاتوری SED تشکیل شد. وظیفه این سازمان، به‌طور مستقیم مسئول دولت فدرال، این است که به بررسی عواقب ناشی از رژیم سابق آلمان شرق بپردازد. به عنوان آرم خود، پایه و اساسی که پرچم آلمان شرق با نشان ملی کمونیست استفاده کرد برداشته شد
سه رنگ قدیمی سیاه-سفید- قرمز امپراتوری آلمان هنوز توسط سلطنت طلبان و اعضای خانوادهٔ سلطنتی آلمان مورد استفاده قرار می‌گیرد. استفاده از پرچم‌های قدیمی تا حدودی کاملاً با استفادهٔ متداول سمت راستی‌ها تحت اشعاع قرار می‌گیرد؛ از زمانی که صلیب شکسته در آلمان غیرقانونی شد، سمت راستی‌ها مجبور به چشم پوشی از هر پرچم نازی شدند و در عوض از سه رنگ که نازی‌ها خودشان آن را در ۱۹۳۵ ممنوع کرده بودند استفاده کردند.
در آلمان، استفاده از پرچم و سمبل‌های ملی دیگر، برای اغلب زمان‌های جنگ جهانی دوم کم بوده- واکنشی در برابر استفادهٔ گسترده از پرچم‌های حزب نازی و خشم ناسیونالستیک نازی‌ها در کل بوده است.
در طول جام جهانی فوتبال ۲۰۰۶، که در آلمان برگزار شد، استفاده عمومی از پرچم ملی به‌طور چشمگیری افزایش یافت. اگر چه این انفجار در محبوبیت پرچم در ابتدا توسط بسیاری از آلمانی‌ها با تعجب و دلهره همراه بود، ترس چند دهه‌ای که اهتزاز پرچم آلمان و غرور ملی به‌طور جدایی ناپذیری با گذشتهٔ نازی‌ها همراه شده بود، با پایان مسابقات توسط آلمان‌ها و غیر آلمانی‌ها خاتمه یافت.